# Carcinarctia laeliodes
Carcinarctia laeliodes är en fjärilsart som beskrevs av George Francis Hampson 1916. Carcinarctia laeliodes ingår i släktet Carcinarctia och familjen björnspinnare. Inga underarter finns listade i Catalogue of Life.